# Анадырь-1
Гуды́м (Анадырь-1, Магадан-11) — упразднённый военный городок при бывшей советской и российской базе РВСН  на территории Чукотского автономного округа России.

## Название
Название получила, вероятно, по фамилии начальника стройки полковника Гудыма.

## История
Подземная база была построена в 1958 году, в 1961 году заступила на боевое дежурство.
Назначение объекта — хранение и регламентное обслуживание ядерного вооружения (ядерной боевой части, ЯБЧ). Подчинялся 12-му Главному управлению Министерства обороны СССР.
С 1986 года, в соответствии с договором о РСМД, с базы было вывезено всё ядерное вооружение; подземные помещения стали использовать как базу хранения Анадырского военного гарнизона.
Объект расформирован в период с 1992 по 1998 год, в 2002 году был окончательно оставлен военными. Население военного городка переселено в города Саратов и Энгельс.
В конце 2017 года территория бывшей базы была рекультивирована военными инженерными подразделениями — капитальные строения снесены взрывами, деревянные сломаны спецтехникой.

## Характеристика базы
Объект представлял собой автономные подземные сооружения длиной 996 метров, с множеством отдельных, глухих ответвлений, не имеющих других выходов, обладал достаточной для обеспечения пуска противоатомной защитой. Внутри был разделён на части по уровням доступа для личного состава; транспортировка грузов осуществлялась электрокарами по узкоколейной подземной железной дороге. Имелось два центральных входных портала с многотонными дверями-вагонами.
Объект очень сильно напоминает Объект 820 РТБ на подземной базе подводных лодок в Балаклаве, где также хранился ядерный арсенал для подводных лодок.

## Вооружение
Ракеты базировались не в шахтах, это были мобильные пусковые установки на шасси МАЗ-547. Пуск ракеты мог быть произведён как из специального укрытия на основной позиции из хранилища с раздвижной крышей, так и с одной из подготовленных полевых позиций — бетонной стартовой площадки.
Целями ракет являлись американские станции РЛС системы предупреждения о ракетном нападении, а также база атомных подводных лодок Китсап вблизи Сиэтла.